# 李嬈
李娆（1987年4月1日—），广西临桂籍贯，中国跳水运动员。她是2004年雅典奥运会双人10米跳台冠军李婷的孪生妹妹。

## 生平
李娆在1993年开始于临桂县城关二小训练，当时的教练是唐更生。1年后入读广西跳水学校，当时她的三位教练分别为邓弼强、秦静与曾勇。之后又在1年后成为广西队成员之一，其教练为秦静。1999年入选国家队，直到现时，李嬈共有多位教练，分别是钟少珍、李芳、刘洋、李鹏、余俭和现在的蓝卫。

李娆在九运会时与双胞胎妹妹李婷在女子双人10米高台项目得到铜牌，1年后在亚运会赢得高台项目金牌，又在同年获世界杯跳水赛女子双人高台冠军及季军。2003年，李嬈于世界游泳錦標賽赢得女子双人高台冠军。